# 融合型路网

一个由四个住宅区和混合用地组成的融合型路网小区。

融合型路网（英語：fused grid）在2002年提出，其后被应用在加拿大安大略省史特拉福（2004年）和阿尔伯塔省卡尔加里市（2006年）。融合型路网结合了两种知名和常用的路网模式的长处：棋盘式街道（Grid）以及城市郊区常用的雷德伯恩体系（Radburn），这两种模式都是组织城市生活空间的自发性尝试。棋盘式街道从约公元前2000年开始就被应用于城市规划，一直盛行至汽车时代前夕的1900年代。雷德伯恩型路网初现于1929年，当时基于内燃机引擎的汽车已经出现约有30年，而且被预料为未来交通出行的主要方式。这两种路网都被广泛应用于北美各地。“融合”是指系统性的结合这两种路网模式的核心特征。

## 定义和历史

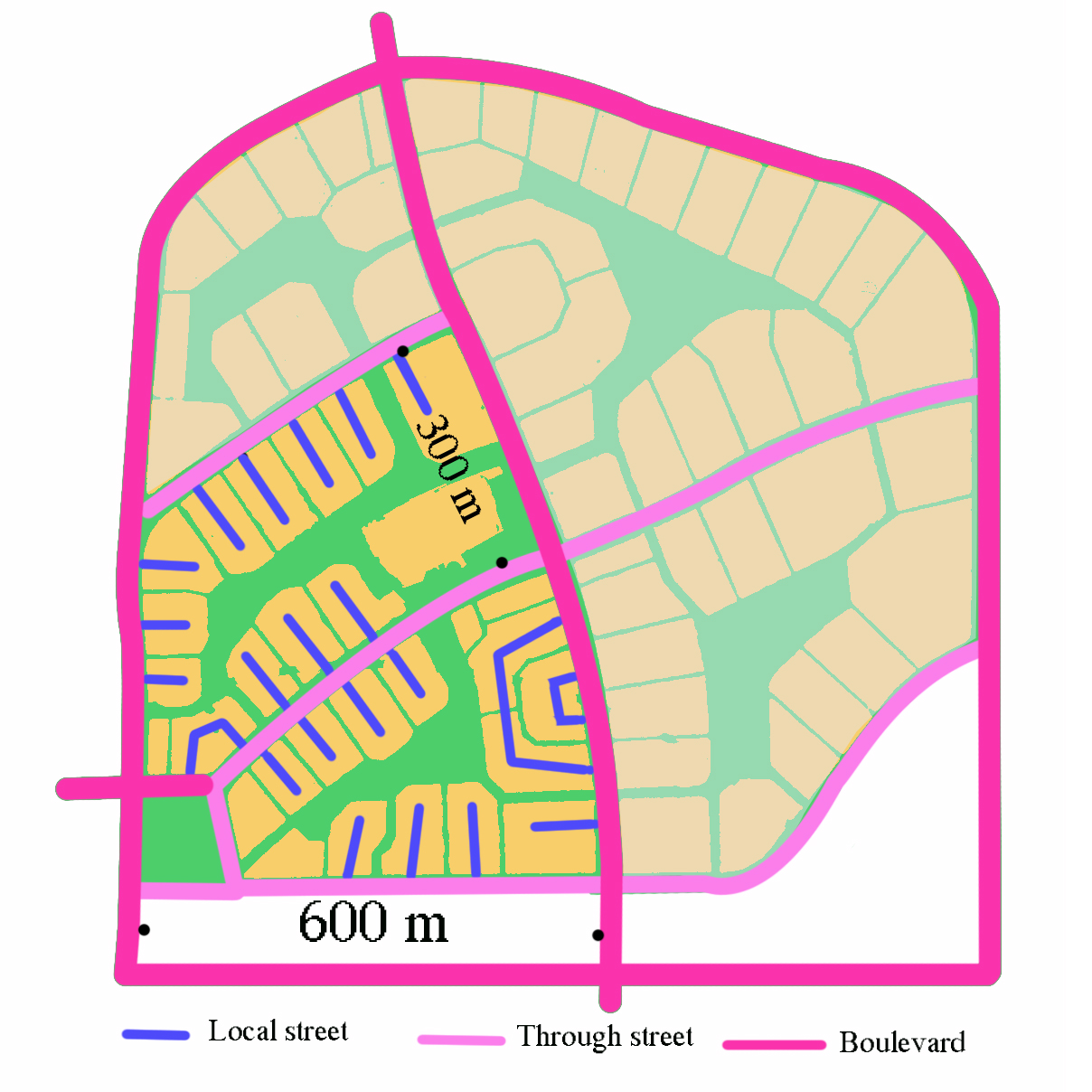
雷德伯恩的路网结构及其嵌套式的层级性（注意浅色的区域没有建成）。

伟大的哲学家亚里士多德在记述古希腊建筑设计师希波达姆（Hippodamus）以及他的作品时，没有为希波丹姆的城市布局系统以及此前的类似城市模式创造专有名词。我们现在常常错误的把栅格模式称为“希波丹姆栅格”（The Hippodamus Grid）。事实上栅格模式更早就在其他地方出现了。二十世纪的城市规划师们把路网大体上分类为“原生的”和“规划的”。规划的路网总是遵循某种特意选择并被研究过的几何图形，而原生的路网则是源于自发的、无约束的发展。规划的路网大致包括许多栅格路网的衍生模式，偶尔也会有多边形、圆形或者其他混合几何图形。建筑史学家Spiro Kostof指出，栅格（Grid）这个词是对直角规划（Orthogonal Planning）的一个方便的但是不准确的替代描述。在美国，人们常用Gridiron（原意为烤架）来描述狭长的街区组成的路网，而Checkerboard（原意为跳棋棋盘）则被用于描述方块街区组成的路网。除了“直角”以外，另一个同等重要的特征是开放性以及无限制的扩展性。更广义的来说，格子（Grid）也可以用于描述诸如维特鲁威（Vitruvian）理想城市的蜘蛛网式八角形规划，或者拥有放射性路网和连续环路的路网规划。这些规划都可以算作格子，因为他们都是基于均匀分布且重复出现的开放式空间，而且都可以向外延伸。（为了避免混淆严格的直角栅格和广义的类似格子的规划，下文将会采用格状（Grid-type）这个词）。
纯粹的、直线的、直角的栅格，或者希波丹姆栅格的出现，可以解释为人类直线行走倾向（尤其是在没有障碍物的平地上时）的产物。这种直观的解释使得我们需要更好的理解栅格出现前以及后栅格时代的非直线城市布局，特别是那些在平原上的城市，例如摩洛哥的Marrakech。古代城市里面第二重要的街道使用者，马，也或许有着重要的影响，因为马通常也是以直线行进，尤其是在小跑、慢跑或者疾驰的时候。当马服务于城市，单个或者成双的拖动战车或者马车车厢，服务于交通和游行时，直线旅行成为必然；因为弯道会导致缓慢的和不方便的驾驭，影响移动的效率。随着城市的增大，对速度的需求也增加了。随着对市中心的公共服务的距离增加，对快速抵达的要求也更加强烈。速度也意味着直线。因此，我们可以合理的认为，直线布局的驱动力是马、骡子、马车以及人本身，城市的发展更加速了这种布局的应用。
雷德伯恩体系的创造通常被归功于Clarence Stein，但这种模式也传承了雷蒙德·昂温和Barry Parker的一些设计思想，包括死胡同和月牙型的街道。栅格的缘起因为资料的缺乏而含糊不清，但是雷德伯恩体系的缘起则在Stein和他的追随者的著述中有着清晰的阐述。
雷德伯恩本是美国新泽西州的一个小镇，但现在这个词已经成为该镇所采用的路网布局的代名词。雷德伯恩体系偏离了栅格的严格直角图案以及规则性，代表了一种新区布局的全新途径。作为一套系统，雷德伯恩可以被更准确地描述为一种蜂窝状的网络，包含等级化的街道，而非传统的均匀分布的街道和十字路口。雷德伯恩体系的衍生和模仿通常被描述为“死胡同和环路”（Cul-de-sac and loop），这种描述突出了该路网里面系统性使用的街道的特征。另一个非典型的术语是“郊区”(Suburban)，但是这样把一种路网模式和一个区域关联起来既不准确，也无意中具有误导性，因为早期的城市，比如开罗和摩洛哥的Fez，都拥有雷德伯恩的特征，而这些城市相对较新的郊区反而采用了栅格规划。“郊区”这个词也没能描述该模式的几何特征。这些简短的表述掩盖了二十世纪所出现的各种不同的既非栅格也非雷德伯恩的路网设计，更掩盖了设计的系统性。这种“环路和棒棒糖”标签更适合描述后期的一些基于雷德伯恩体系的设计；这些设计常常既缺乏合理的结构，也忽视了原始雷德伯恩概念的核心成分（比如对行人优先权的重视）。雷德伯恩体系对死胡同和环路的系统性使用，和汽车机动性紧密结合在一起，成为控制和引导车流的方式。雷德伯恩体系是一个复杂系统，而不是简单的直线型街区的线性放大。它基于一套功能性的方案，而且又具有特意设计的别致美感；它避免了直线，限制了十字路口，规避了重复的街区，所有这些特征都增强了它的美感。为了方便讨论，下文将会使用“雷德伯恩式路网”。

## 当前盛行的路网模式之批判

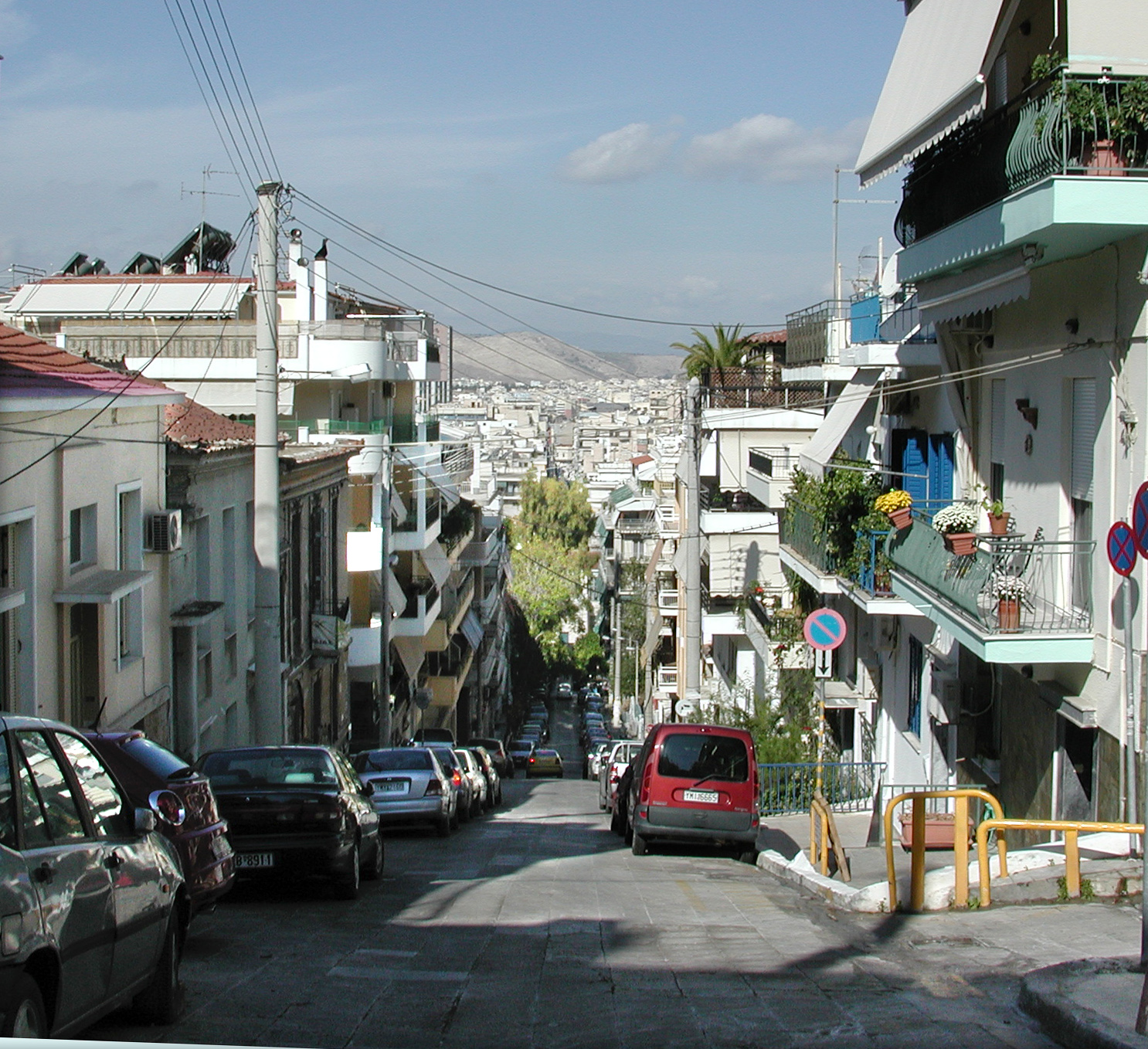
比雷埃夫斯由于栅格布局建在陡峭山坡上的街道之一。

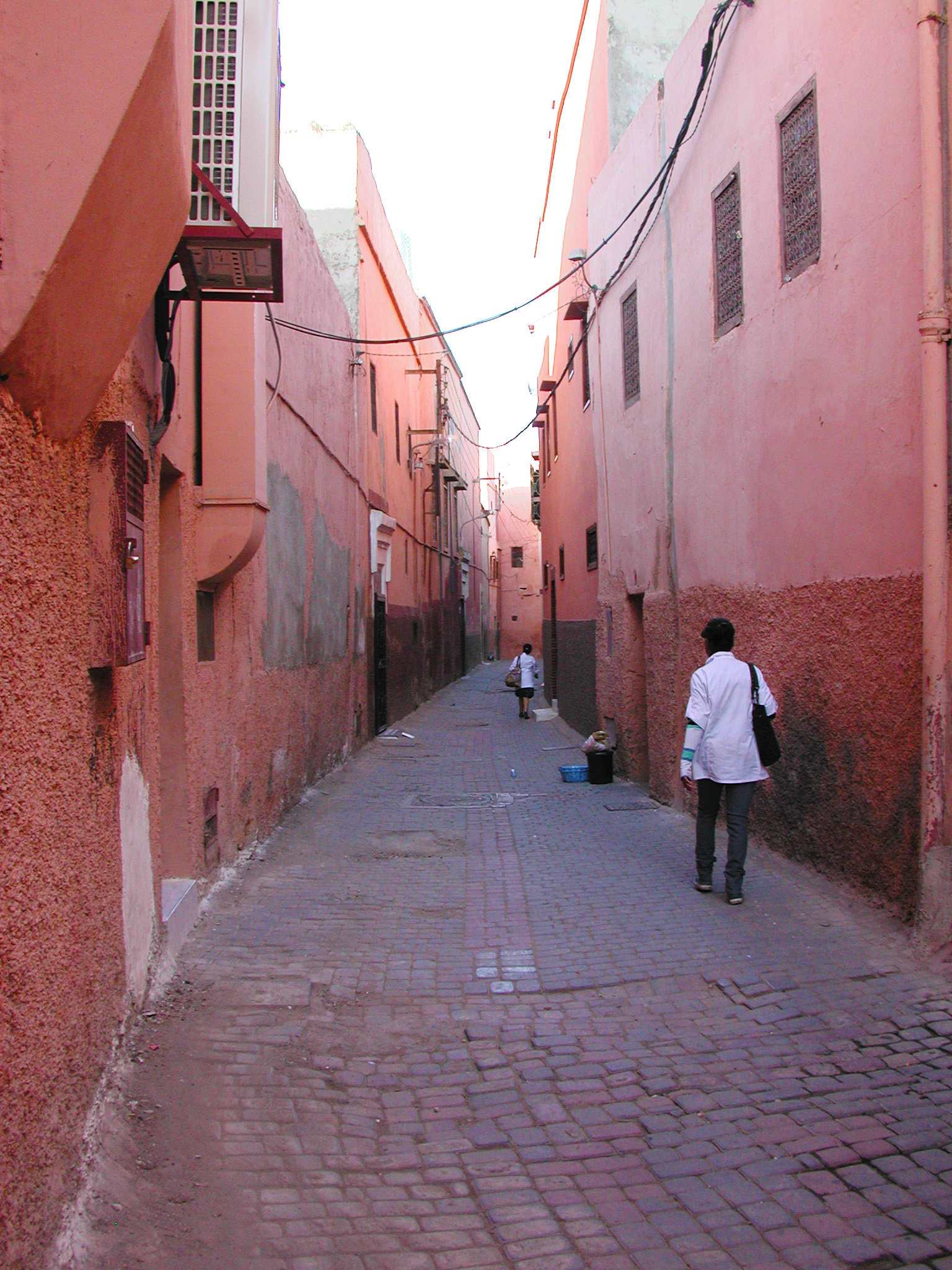
Marrakech古城的一条街道，显示紧密连接的建筑和缺乏低层窗户造成的“墙”效果。

两种主流的路网模式——栅格和雷德伯恩——不断的被规划师、交通工程师和社会观察家们所讨论和争辩。争议的焦点包括防卫、美学、适应性、社交、移动性、健康、道路安全、人身安全以及环境影响。

### 防卫、美学及适应性
最早对于栅格路网的批判是基于防卫的考量，不过在十六世纪加农炮盛行以后，这已经变得无关紧要了。亚里士多德曾指出，在栅格出现前，传统的迷宫式的街道可以让入侵的军队难以轻易进出城市
。
一千五百年后，Alberti也表达了类似的观点，并且额外指出了原生城市相比栅格城市的优越视觉效果。在美学考量上，Camillo Sitte提出了更强烈的批评。他指出，栅格缺乏变化，因此既无趣，又因为这种模式的单一而具有压迫性。这种观念的不足之处在于，栅格的维度其实有多种形式，而且可以结合使用，这种结合已经出现在很多城市规划中。更重要的是，从地面的角度观察城市时，建筑式样的混合、建筑与街道的不同对齐方式、建筑间空地的尺寸变化以及持续的再开发等抵消了栅格的单一性。尽管如此，二十世纪的规划师们还是避免使用纯栅格，并暗中支持Camillo Sitte所提出的街景应如画的观点。这种倾向通常是基于直观的美学考量，即人们不喜欢长长的空荡街景，而是喜欢有转折的街景。最近的一些小区或者小镇规划，比如Poundbury（1993年），Seaside（1984年）和Kentlands（1995年）有意识的避免使用单一的栅格以及相应的开放式街景。对栅格更进一步的批判集中在这种模式不适合不平坦和有变化的地形。在普里耶涅（公元前350年）、比雷埃夫斯（约公元前400年）、美国旧金山（1776年）、加拿大新布伦斯维克省圣约翰市（1631年）以及其他类似地方的应用表明，栅格模式会产生陡坡而严重限制可达性，或者在某些情况下，导致分阶的道路，造成建设困难。在气候不太温和的城市，这种局限更被放大了。以直线方式上山非常困难，有时甚至是不可能的，尤其是对于非机动的轮式交通方式来说。而雷德伯恩式路网本身就包括了各种不同的街区设计和有尽头的街景，从而避免了关于单一性和无尽头街景的批判。雷德伯恩式路网不受限制的几何特征可以轻易的适用于不规则地形和一些地理特征（比如溪流、树丛和自然池塘）。由于对齐方式和街道长度都不需要保持恒定，这种模式让规划师在设计路网时有更多自由空间。
对雷德伯恩体系两个新的美学批判出现在1980年代：一是缺乏街道“墙”或者“围护”，二是郊区常见的重复的房屋样式。这两条指责都可以被理解为美学常规在社会经济领域的错误应用。城市边缘的宽敞房屋是现代房屋宽敞性的映照，这不是基于美学的目的，而是反映了经济繁荣。以历史上完全不同社会经济条件下的街景的标准来评判现代繁华的视觉效果，只能让这个批判本身可轻易预测而且实质上没有任何意义。更进一步说，当观察新旧城区时，会发现以“街墙”和“围护”来批评基于雷德伯恩体系的规划没有说服力。仔细的观察会发现这些空间特质不可避免的和房屋密度、人口密度以及建筑技术相关联，并不一定是路网模式的产物。在人口密度高的街道和城镇，建筑被迫变得更密集更高大以容纳更多的人。路网模式本身并不导致特定的密度或者视觉效果。比如，早期拥有迷宫般街道的城市，和一些现代郊区相似，民宅紧紧相连形成环绕整个街区的围墙，几乎没有空隙。这通常是为了防卫、安全和高度的隐私感，而不是为了街道的美感。相反来说，北美洲早期的城市，因为土地几乎免费，但是建房却很昂贵，所以常常被描述为偌大的宅基地上建有很小的房子（比如盐湖城），从而产生了一种很弱的“围护”。不管是很紧密还是很分散的建筑，都是社会经济因素的产物。

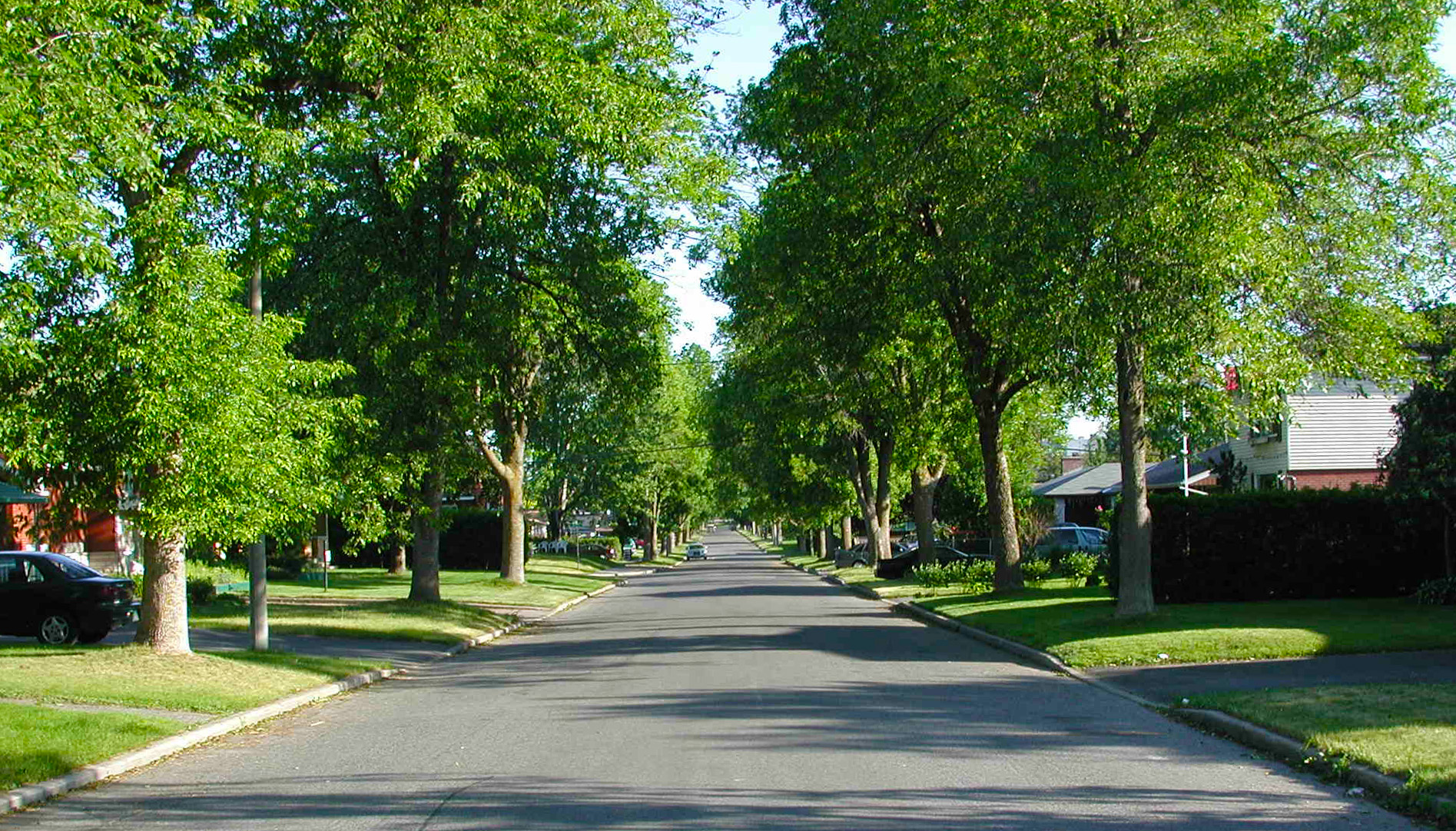
1950年代栅格状郊区的一条平直街道，路边为低密度的单一家庭独立住宅。

至于房屋样式的重复，地面观察表明这与路网模式无关。相同的式样通常是因为建造方式的关系。早期庞贝和突尼斯城紧密相连的房屋样式对应着完全不同的街道特征。这些房屋不面朝街道，从而无法分辨设计上的区别——普通的和豪华的房屋拥有相同的无特征的、空白的临街外观。在近代采用栅格的城市里，较老的街道常有相当的（房屋样式）重复性，这是由于它们基于本地房屋样式手册建造。而城市边缘较新的街道也有同样的特征，但是是因为工业化（的房屋建造）。建设规模对城市景观影响很大：早期很多独立的建造者只有很小的年建设量，而20世纪中叶以来少数几家大的公司就有巨大的年建设量。建设规模越大，使用重复样式的经济效应就越大，这是不可避免的。相同的房屋模型不仅用在同一个小区，而且可能跨州或者跨国。比如，加拿大建设的老兵住宅就只有两三个样式，而在全国很多住宅区采用。大规模建设最让人印象深刻的例子出现在纽约的Levittown（1947年）以及一些州政府以低成本为目标而建设的社会保障住房中。早期的胡格诺教派定居点则是以相同的栅格街道和相同的房屋来表明该定居点的社会目标，即所有定居者的平等社会地位。

### 房屋单元密度
雷德伯恩路网模式的衍生和变种——统称为郊区——通常因为低密度而被批判。这种低密度批判大概是因为一种历史的巧合而被误认为具有关联性或者因果关系。大多数低密度房屋开发都出现在20世纪后半叶，处于城市的边缘，并且有意的大量采用了死胡同和环路设计。相反，早期和后来的高密度开发出现在城市中心地带，而这些地带的路网在19世纪或者更早就已经设计为栅格形态。这种形态和密度的巧合很容易被误以为是具有关联性或者甚至因果关系。1929年建设的雷德伯恩，作为城市郊区，密度是每英亩19人，比后来一些栅格网络的郊区（比如Kentlands，每英亩14人）密度还要高。而且，很多早期的栅格状城镇和郊区，比如弗罗里达的Windermere，加拿大曼尼托巴的Dauphin和新布伦斯维克的St. Andrews都有着极低的密度。相反的，一些市中心区域的死胡同和月牙状街道则有很高的密度。这些例子表明路网形态和密度的关联是偶然的，没有因果关系的。任何给定的路网都可以建成任何给定的密度。

### 安全
住宅区的路网形态和住宅被盗或者被破坏的频率之间的关系，一直存在争议。争议的来源在于这些事件明显更多的集中于某些住宅区。诸如样本大小、分析方法、是否包含罪犯、受害人和小区的社会经济背景等因素对研究结果有极大的影响。不过一些尝试性的关联关系已经被发现。在现有的小区，由于路网、房屋和住户都不可变更，通常无法进行相关的实验。一个很罕见的实验出现在俄亥俄州的Dayton市Five Oaks区域。一个“问题路网”被从传统的栅格改造为间断性的栅格（以模拟雷德伯恩体系）。通过（以人行小道）连结死胡同，改造后的路网对于汽车来说是不连通的，但是对于行人则是连通的。路网改造之后，上述案件的数量立刻下降而且降幅显著，由于其他条件都几乎没有改变，显然雷德伯恩式的路网起到了作用。观察性的研究基于跨领域的住宅区统计分析来推导路网和安全性之间的可能关联。其中一项研究
指出：
1. 公寓（Flats）总是比独立房屋更安全，住户的富裕程度（和案件频率）有关联；
2. 高密度通常是有益的，但是地面密度益处更大；
3. 本地行人（的存在）是有益的，但是大规模的行人却非如此；
4. 邻居的数量和相对富裕程度比住在死胡同还是畅通的大路上重要；
5. 至于通透性，该研究建议住宅区应该足够通透以允许各个方向的人口流动，但是不要过分通透。过多的提供很少用到的通透性反而会吸引犯罪。

该研究还指出，简单的、线性的、有足够房屋并且连接到畅通街道的死胡同通常是安全的。在五个总结性的观察中，三个是和路网无关的，这说明社会经济因素是最重要的。研究者之间的共识是，路网本身和犯罪没有关系，犯罪在任何地方都可能发生。但是在诱发犯罪倾向的因素中，无限制的通透性似乎是最有影响的。雷德伯恩体系限制了通透性，而均匀的栅格则提供了（无限制的）通透性。

## 交通、车流以及它们的影响
对栅格和雷德伯恩路网模式最显著的批判基于新的城市交通背景而提出，即前所未有的机动车通行量导致的交通阻塞、车祸、可达性、连通性、道路易辨识性、噪音干扰、汽车通行范围、空气和水污染以及温室气体排放。这些批判的重要性在于能够通过研究这些方面的因素来判定替代方案的功能适合性。不妥当的系统会导致本可以避免的严重经济和社会负担。

### 移动和阻塞
20世纪机动化出行方式的大规模出现考验了所有现存路网的特性以及它们对移动性和城市生活的承载力。在汽车最早出现的时候，大多数城市都拥有栅格路网（比如纽约、芝加哥和伦敦），栅格路网不可避免的成为最先被影响到的路网形态。栅格出现在行人（主宰）而且马车车流量还很有限的时代，栅格被广泛复制与它对行人移动的功能足够性间接相关。对于栅格路网对机动车通行以及同时承载机动车和非机动客流的能力，一直都有争议。
直角网格布局服务于轮式交通的可能缺陷的早期迹象出现在意大利的庞贝古城，在那里一些十字路口禁止左转，而且有些街道或者街道的一部分被指定为单向。现代交通工程师推荐并且广泛在市中心的栅格路网中采用这些措施来降低堵塞和提高通行能力。值得一提的是，庞贝古城的这些限制出现在马和马车速度在5到10公里每小时的情况下，这大大低于汽车的速度。这种缺陷的肯定性证明在两千年以后才出现，即当速度和车流量达到临界点而且计算机化的大规模数据分析出现以后。但是，一个新的复杂因素因为适应性（adaptation）而出现。控制车流和避免碰撞的操作方法出现并且渐渐变得更加复杂，从交通标识到计算机控制的时间协调系统。这些改造的必要性证明了栅格本身对机动交通承载性的不足之处，它们的出现也使得理论性的证明变得更加困难。高度发达的计算机交通模型克服了这个难点。在机动车出现早期的另一个复杂因素是缺乏典型的替代性路网形态以进行比较分析。和栅格简单明了的几何特征不同，特定的、局限于指定区域的布局没有明显的“形态”或者“模板”，无法进行准确的描述和归纳。目前这些替代方案唯一明显的特征是它们松散的枝状晶体布局。这种布局本质上就是层次性的，和栅格的缺乏层次相比泾渭分明。由于在建成区域没有任何一种路网以单一纯粹的形态出现，这导致了另一个层面的复杂性，影响了分析结果的确定性。在两个现有的试图比较雷德伯恩式和栅格式路网的研究中，一个是基于某个特定地点的两种假设布局，另一个则是基于一个现有的区域布局和两种假设的路网覆盖。交通堵塞和路网布局的几何特征以及密度之间的关系已经被计算机交通模型所测试。完成于1990年的第一个研究
比较了一个700英亩（2.8平方公里）开发区域的车流性能。该研究基于两种路网：一是包含死胡同的层级性路网，另一个是传统的栅格。该研究总结指出，非层级性的传统栅格通常有较低的车流高峰速度和比较短暂但是更频繁的十字路口停留。传统栅格对于长途旅行来说比较不友好，但是对于短途旅行更有利。对本地出行来说，栅格网络里路程较短，但是花费时间和层级性的路网相当。另一个大规模比较性交通流量研究
基于一个大约830英亩（3.4平方公里）的小区，测试了三种路网模型。该研究还测试了路网布局对于由住户密度增加带来的车流量增加的顺应力。该研究证实了此前的一些发现，即当密度低于70人每公顷（包括工作）时——这高于35到55人每公顷的一般小区密度范围——栅格布局比雷德伯恩式路网相比有相同或者稍高的单次出行延迟。而当密度达到90人每公顷的时候，雷德伯恩式布局比栅格有稍高的单次出行延迟。这种结果表明，在通常的住宅区密度范围内，栅格稍有劣势，但是在非常高密度的情况下，这种略微的劣势转化为优势，但是两种路网模式都有待改进。

### 交通安全

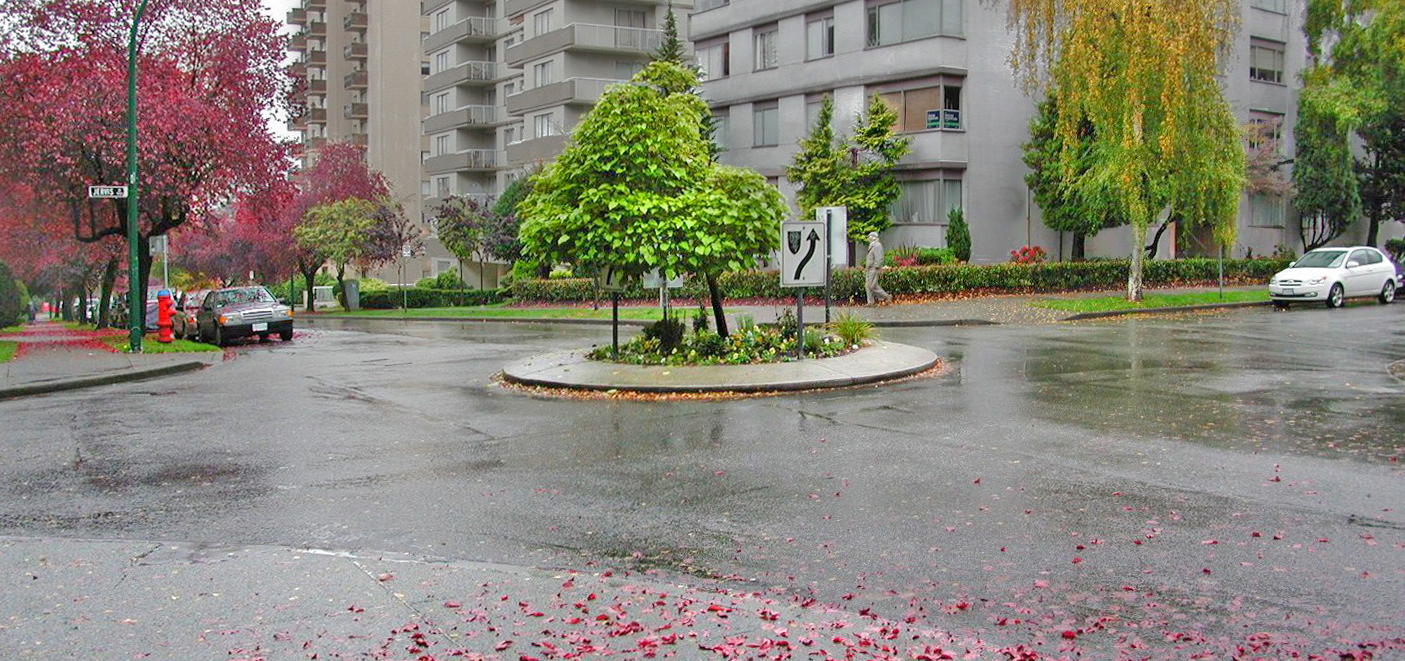
一个圓環被应用到四向路口以提升安全性。这种设计被证明可以降低碰撞和提升道路流畅度，它将四向路口变成四个虚拟的三向路口。

栅格路网相对于其他路网形态的交通安全表现被广泛的研究，在理论和实践上都有一般性共识，即栅格是所有目前使用的路网形态中最不安全的。一项1995年的研究发现以栅格为路网的住宅区和以死胡同、新月形街道为路网的住宅区相比，有记录的交通事故数量有显著区别：栅格路网的区域事故频率明显要高。两项其后的研究以最新的分析工具比较了两个地区的碰撞事故频率，并探讨了路网形态和碰撞频率之间可能存在的关联性。2006年的一项研究表明，死胡同路网看起来比栅格路网安全很多，事故频率接近一比三。另一项2008年的研究表明，和所有其他相比较的路网相比，栅格设计是最不安全的，而且差距明显。2009年的一项研究表明土地利用形态在交通安全里扮演着重要的角色，必须和路网形态协同考虑。除了土地利用之外，道路交叉的类别也影响交通安全。道路交叉通常通过降低速度减少致命撞车事故的发生，但是在其他条件不变的情况下，栅格路网里常见的十字路口显著增加总碰撞事故和导致受伤的碰撞事故。该研究推荐混合路网形态，建议大量集中采用丁字形路口，并且总结说回到19世纪的“烤架”型路网是不合时宜的。对现有栅格网络小区的修改能够改进交通安全性，这也间接表明栅格在安全方面的弱点。一个路网改进的影响研究发现，区域范围的城市交通缓和措施能够降低伤害事故数量大约15%。最大的降低发生在住宅区街道（大约25%），稍小的降低发生在主干道上（10%）。

### 弱势的道路使用者
在机动化交通出现以后，行人在城市里就开始变得弱势。他们的行动空间和自由度逐渐被缩小，而且受伤的风险也增加了。行人现在和自行车使用者一起被视为“易受害的道路使用者”（Vulnerable Road User – VRU），因为在发生碰撞事故时他们处于明显的劣势。行人在道路交叉口受到压力以及延迟，特别是当他们的行动力暂时的或者由于年老而被减弱的时候。延迟对行人来说是不受欢迎的，因为他们本身移动缓慢，可达范围有限，路口越多延迟越厉害。考虑到栅格的起源是作为行人移动的网络，有必要研究这种路网如何在服务车流的同时服务行人。一项2010年的研究指出，比较七种路网形态，包括雷德伯恩式路网和栅格路网，栅格式对于弱势的道路使用者（比如行人和自行车）是最不安全的。

### 易识别性

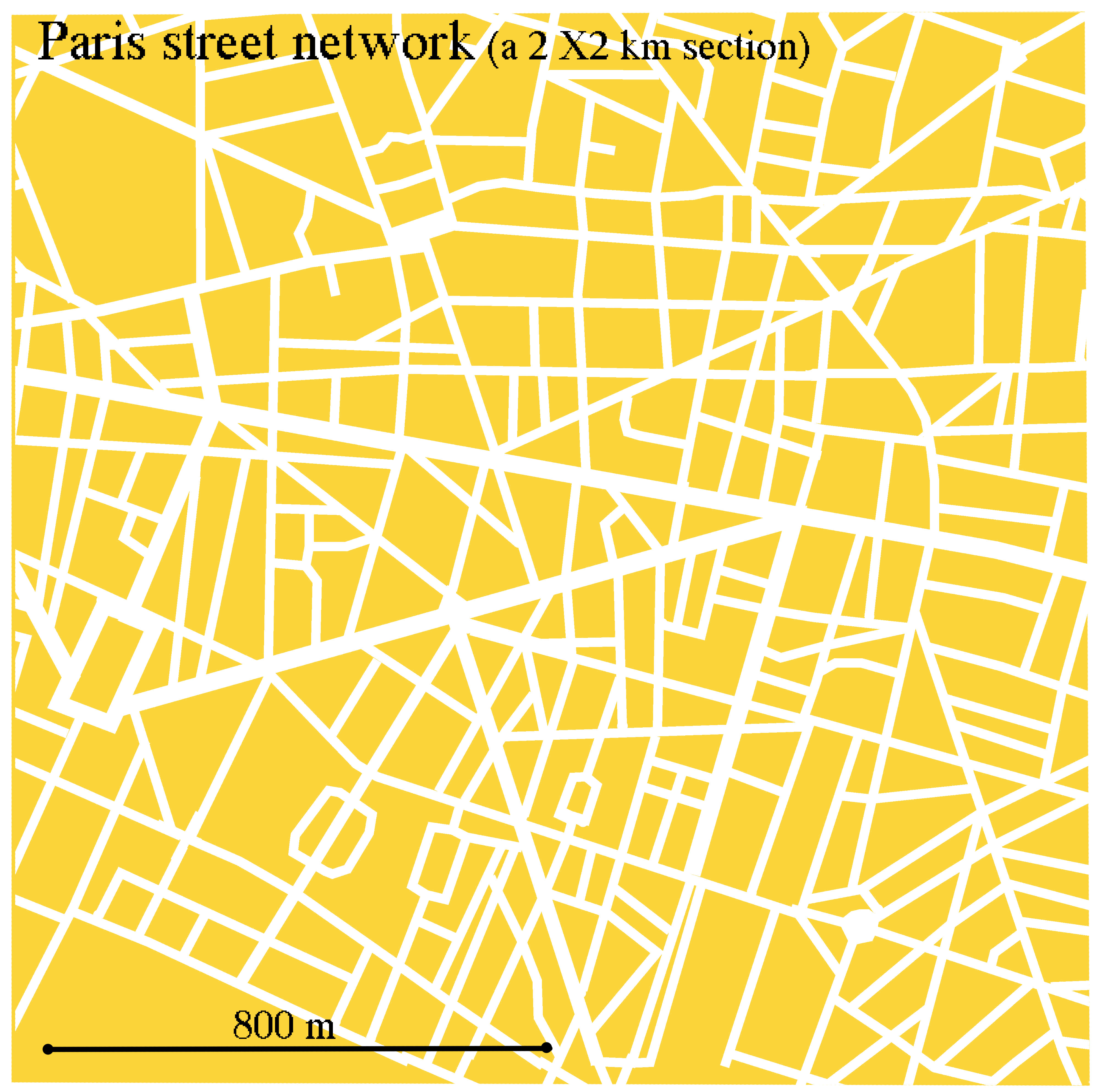
巴黎路网的一个部分（2X2公里），比例尺为近似值。地图显示了高度不规则的街区和街道朝向，二者都是很多历史名城的常见特征。

单一的栅格和固定的基本方向既可以轻易作图描述，也容易被记住。这种特性——易识别性——帮助人们找到目的地，避免迷路的恐惧。但是，这种好处更多的被外来游客，而不是本地居民所体验。很多有迷宫般街道的历史城市，尤其是中世纪和阿拉伯世界的城市，对于他们的固定居民来说并不会导致焦虑。很多游客，当持有地图时，把这些城市当做快乐的发现之旅。例如，法国巴黎的很多区域表现出高度的不规则街区形态和各种不同街道朝向，不能轻易被游客识别。本地居民则很快获得了很多方位和区位的感官性特征，不需要见到印刷地图，或者在更早的时候来说，甚至不需要道路标志。易识别性可以成为一个优势，但是对于小区或者城镇很好的服务本地居民来说并不是必要的条件。虽然规整的栅格提供了最高的可识别性，变种的栅格和其他路网形态也可以为寻找方位提供足够的功能支持。现代GPS技术提供的支持更是移除了任何可能的困难。

### 步行方便程度
可步行性（walkability）是一个新词，是指一个区域鼓励或者阻碍行人四处行走能力的特征。更直接的说，“可步行”（walkable）表明接近、没有障碍、安全、到处都是行人设施和目的地（易达）以及高档、树多甚至大都会。在这些特征中，一些是和路网配置有关，比如“接近”和“行人设施”，另一些则是和土地利用和设施完备度有关，比如目的地（易达）和人行道。均匀栅格的高频度和开放性使得“接近”可以轻易实现，因为选中的路径可以很直接。市中心的栅格路网一般街区很短，并且两侧都配有人行道。而郊区的栅格路网则通常和经典的方块街区不同，包含长方形街区，而且只在道路一侧有人行道，有些甚至完全没有人行道。与此相似的是，现代版本的雷德伯恩和Hampstead花园式郊区不一定都有原型里面的行人连结道，而且他们也缺乏人行道，通常是为了节省成本，但是也是基于住户车流量足够低，所以马路可以被行人所共享而不会有安全风险 。
已发表的研究分析了基于栅格或者雷德伯恩体系的居民区的相对连通度。一项1970年的研究比较了雷德伯恩以及两个其他区域：一个雷德伯恩式的小镇（Reston, Virginia）以及另一个邻近的未规划社区。该研究发现47%的雷德伯恩住户走路去购买日用品，而Reston只有23%，另一社区只有8%。一项2003年的研究也比较了1929年建设的雷德伯恩以及1990年建设的一个新传统邻里主义(Neo-traditional Neighbourhood)小区。该研究发现连通度和目的地有关：在雷德伯恩，购物区域显著的更直接和近距离，而学校则和新传统邻里主义小区一样直接，但是距离稍远。到公园的可达性几乎相同。总的来说，雷德伯恩的步行方便程度稍稍好于对比小区。
2010年的一项研究比较了8个住宅区，其中四个采用栅格网络，而剩下的采用了雷德伯恩式路网。该研究发现这些住宅区的连通性在0.71到0.82之间（上限是1.00）。栅格类的小区有两个样本高于平均值（0.76），一个低于平均值；但是雷德伯恩类的小区则有一个高于平均值，两个低于平均值。实际行走的距离和连通性数值之间没有明显的关联，显示有其他因素在起作用
；但是在有额外的行人设施以及独立的步行道时，关联度比较高。这些结果证实了此前的发现，即虽然连通性——栅格的核心特征——是步行方便的必要条件，但是并不是充分条件。
第三项研究比较了七个住宅区，以这些区域的步行和开车出行特征作为路网鼓励步行程度的指示器。该研究采用个体模型，分析了在相同土地利用条件下步行量的区别。传统栅格、两个雷德伯恩式的路网以及一个新传统邻里主义路网有较少的步行活动，相比来说另一个新传统邻里主义栅格以及融合型路网步行量较大。总体来说雷德伯恩式的路网有较低的平均步行得分以及较高的开车出行。这些结果表明，路网对步行方便程度的影响是明显的，但是也取决于实际路网的几何特征。

### 公共交通适应性
虽然栅格远比任何形式的公共交通出现的早，它的规律性给公交路线规划提供了足够的灵活性。相比来说，雷德伯恩式路网的衍生形式，尤其是非蜂窝网络和严格树状的路网，比较不灵活，导致漫长而又绕圈的公交线路，既缺乏效率，也提高了成本。

## 环境问题
直到20世纪的下半叶，将人和地点联系起来的主要目的同时也是判断路网表现的主要原则。新的原则在关于开发的环境影响问题提出之后才出现。在这个新的背景下，路网的土地消耗、对地面自然景观的适应性、开发导致的水渗透程度、路网是否延长路程以及是否影响温室气体排放成为一套新的标准。

### 适应性
通常来说，均匀的栅格很难去适应地形。例如，古希腊城市普里耶涅的规划是在山的一侧，所以大多数南北向的街道由阶梯构成，这导致它们无法被马车、战车和运货的动物使用。一些现代的城市也遵循了普里耶涅的规划，比如旧金山、温哥华和新布伦斯维克省的圣约翰市。在现代背景下，陡峭的阶梯限制了机动车，更加限制了自行车以及行人和轮椅，尤其是在寒冷的气候条件下。严格的直角几何方案迫使街道和街区建在溪流、沼泽和林地上，从而破坏了本地生态。据说1811年的纽约栅格规划削平了所有规划区域上的障碍。相反的，不受拘束的雷德伯恩式路网提供了足够的灵活性来兼容自然景观。

### 土地消耗和保护
街区道路的土地消耗大约占总开发土地的26%。这个数据根据路网和道路交叉口形态的选择略有不同，大约在20%到40%之间。例如，波特兰的栅格方案消耗了41%的总开发用地用于街道路权。相对较低的雷德伯恩方案则用了大约24%的总开发用地。采用狭窄街道（2到3米宽）的村庄和城镇街道用地更少。由于局地条件和路网特征不同，特定区域的实际布局在这个范围内有所浮动。街道占用的土地无法被开发，而且大多数时候都是空的，所以也没有效率。如果（街道占用的土地）被开发的话，同样的房屋数量会占用更少的土地，导致较低的土地消耗和环境压力。
一项2007年的研究比较了一个3.4平方公里区域的不同布局方案，发现传统栅格比传统雷德伯恩式路网多消耗43%的土地用于道路建设。

### 水循环和水质影响
所有的新开发，无论路网特征，都改变现有土地的自然条件，以及土地吸收和循环雨水的能力。由于不可穿透的表层，道路是限制土壤吸收的一个主要因素。同时，他们也通过产生最终汇集到下游的路面污染，导致水不适合被直接使用。栅格与生俱来的高频率街道和十字路口导致路面和人行道大片无法穿透的表面。和不连续的路网形态，比如雷德伯恩形态相比，栅格可能多使用30%的不可穿透路面。一项研究比较了155公顷（383英亩）土地上的不同规划方案，发现栅格式布局与雷德伯恩式布局相比多使用17%的不可穿透地表。

### 汽车使用里程以及尾气排放
交通运输产生的尾气排放占所有温室气体排放的大约30%，而私人汽车排放则是所有交通模式排放的60%，也就是说私人汽车排放了大约18%的所有温室气体。路网从三个方面影响个人旅行产生的温室气体排放：1、旅程距离；2、行驶速度；3、道路堵塞程度。研究表明，雷德伯恩式的路网会导致多出10%的本地短途出行距离。根据上文交通堵塞一节，栅格路网会导致较长的在途时间，主要因为栅格路网特征性的四向路口导致的停车。一项2007年的研究比较了总出行里程和总排放估算。在里程方面，该研究肯定了以前一些研究的结论，即雷德伯恩式路网会导致约6%的本地车行里程数增加。排放方面，该研究未包含二氧化碳，主要集中于三种毒性气体。以这三种气体的估算总危害来看，雷德伯恩式路网导致大约5%的危害提升。

### 开发和生命周期成本
由于机动车辆的盛行，道路基础设施成为建设住宅区的单项最大资本支出项目。直到19世纪末，大多数城市的街道还不是柏油马路，没有下水道，也很少有路灯，更不用说有什么标志了。而且，大多数街道以现在的标准来看都很狭窄，通常没有人行道。因此，它们的建设和维护消耗比较少的资源。相反的，现代街道的设计标准需要大量的建设投资以及相当程度的城市预算用于道路维护。一项2008年的工程研究比较了相同区域的路网形态，发现传统的、修正的栅格路网（如TND，即Traditional Neighbourhood Development）比起雷德伯恩式路网高出46%的道路基础设施成本。该数字已经排除了（道路占用导致）土地无法使用的机会成本。当考虑到土地成本，并且以162000美元每公顷（约40000美元每英亩，2007年价格）计算，道路的土地成本导致道路基础设施的成本从高出46%增加到高出53%。同一研究比较了这两种路网的生命周期成本，发现和建设成本相似，当考虑到持续的使用、维护和替换成本，道路仍然是社区的主要开支。

### 两种模式的优点之综述
在现代城市交通机动车辆广泛使用的背景下评断两种现存争议的路网概念的话，会发现两种路网都没有能够足够应对（交通问题的）全部必须元素。雷德伯恩体系总体表现较好，因为它是特意为汽车时代所设计。同样的，栅格的总体弱势可以被理解为先天性的，因为它出现在行人为主的年代。
总的来说，雷德伯恩式路网的优点是：
- 建设和维护成本较低
- 可以更灵活的适应地形
- 较高的地面穿透性
- 较低的旅途延迟
- 对汽车和行人更安全
- 可能提供更适合社交的环境，尤其是对小孩来说
- 可能会更安全，其他条件同等情况下
- 视觉上更优美

栅格路网的优点则是：
- 由于高密度的十字路口，有效减少出行距离
- 更适合步行
- 能轻松兼容公共交通
- 当采用直角方位时更容易认路
- 街区布置和绘图很容易

## 对替代性路网模式的需求

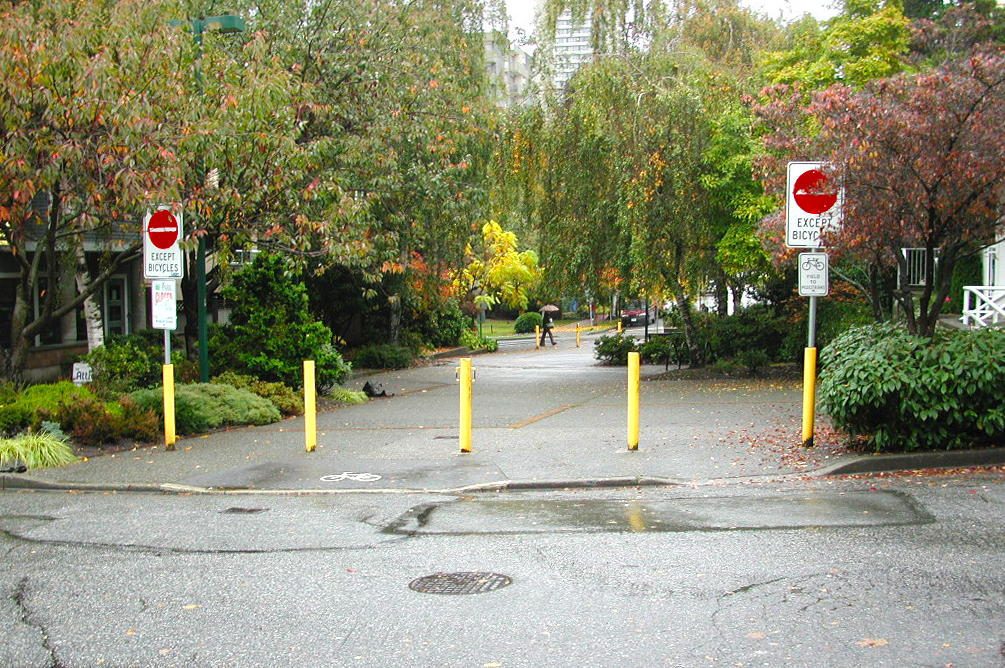
栅格路网的一种改造（封闭），禁止车辆通行但是允许行人和自行车使用。

要想运行良好，现代路网需要包括前述两种路网的优点，避免在城市环境里面的摩擦和冲突。从20世纪中叶以来，对替代路网的需求就从实践和理论上都变得很明显。在实践中，在20世纪的下半叶，很多美国和欧洲城市的居民抗议经过他们住宅区的过路交通的入侵。它的副作用不受欢迎，因为影响平静、安宁、健康和安全。各个城市则运用一系列的控制手段来应对，确保住宅区保持高水准的生活品质。这些控制手段包括单向道路、封闭、半封闭街道、交通转盘以及广泛使用停车路标。这些即兴的改进意味着对新的路网的需求。新的路网对上述手段的需求会被创新的设计所减轻。在理论层面上，规划师们分析了新的城市移动力带来的冲突，提出了替代性的方案，并且在有些地方实施了这些方案。Alexander在1977年提出10种模式的基因代码，合并起来可以解决已经被鉴别的冲突，并且带来一个欢乐的、令人满足的街道环境。这些方案的一个中心思想是大约10公顷大小的、车流不能穿越的住宅区，类似雷德伯恩规划但是范围较小。Doxiadis着重于移动性，设计了直角栅格（边长2公里）式的大道来加速车流循环，这可见于伊斯兰堡。他也意识到人车分流的需要，采用了类似雷德伯恩的车流不能穿透的住宅区。

## 融合型路网

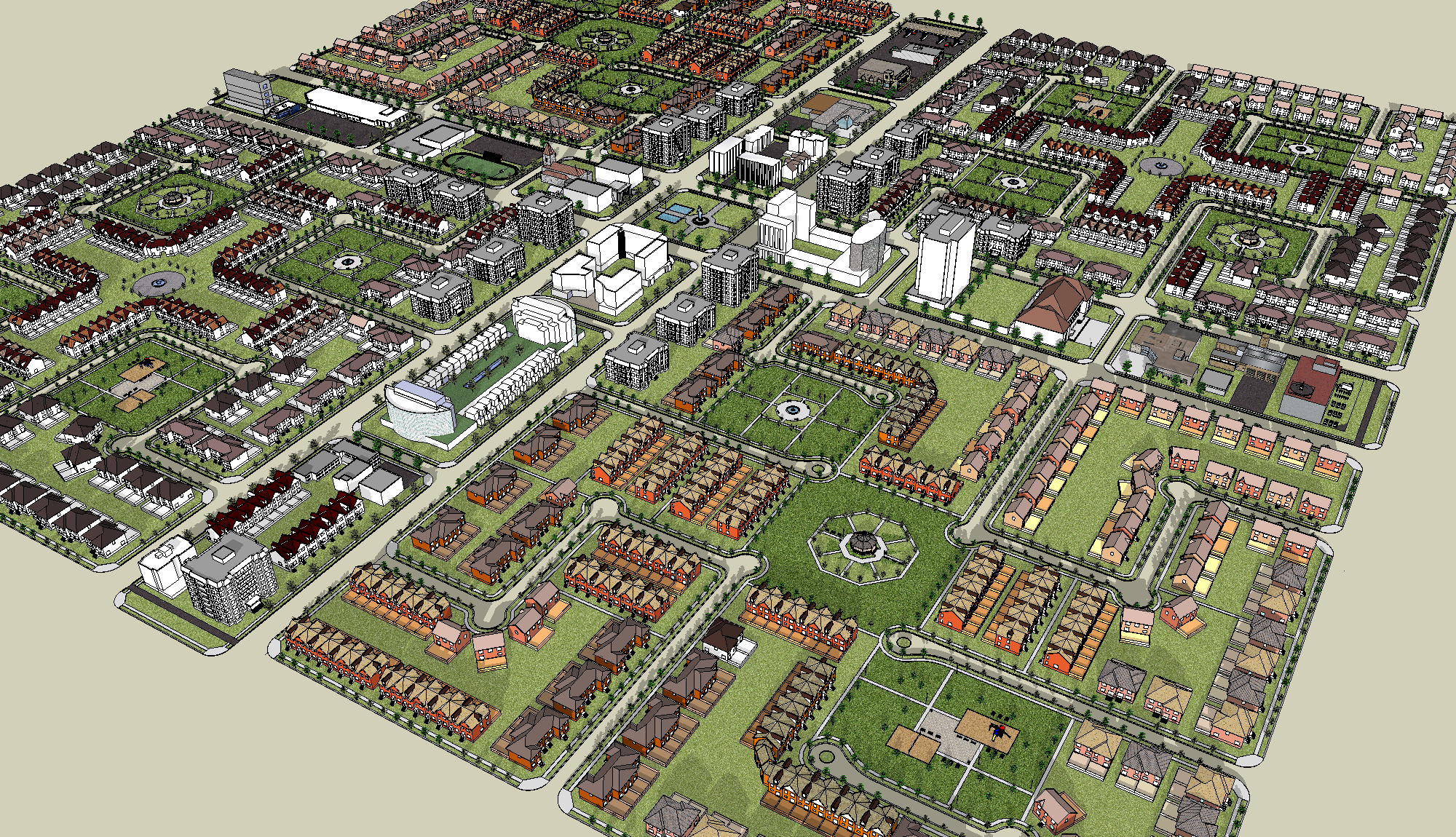
融合型路网街区，包含四个小区和混合用地区域，并显示了平行主干道。

基于上述优缺点以及20世纪理论家的理论，融合型路网（Fused Grid）将这些前例的一些要素整合成一个完整的模板。如同栅格模板以及雷德伯恩体系，融合型路网树立了一套几何结构，展示一个可运行系统的核心特征。它包含大尺度、开放性的辅助道路（Collector Street）组成的栅格，用于中等速度的机动化车流。栅格将居住区分为大约16公顷（40英亩）大小（边长400米）的街区。每个街区内，道路布局采用月牙形街道或者死胡同，或者两者的混合来消除过路车流。除此以外，一套露天的行人专用道提供到公园、公交车站、商业区以及社区设施的直接路径。居民可以在大约五分钟内步行穿过一个街区。最高密度的土地利用形态，比如学校、社区设施、高密度住宅以及商业位于规划的中心，通过平行的两条单向大道连通到更远的区域性目的地。
这种路网传统以及思想的结合通过两个实际手段的应用而实现：一是直线正交的几何体（栅格网络的一个核心特征），二是使用雷德伯恩式小区的两种常见街道样式（即月牙形街道和死胡同）。
直角几何方案有两个作用：

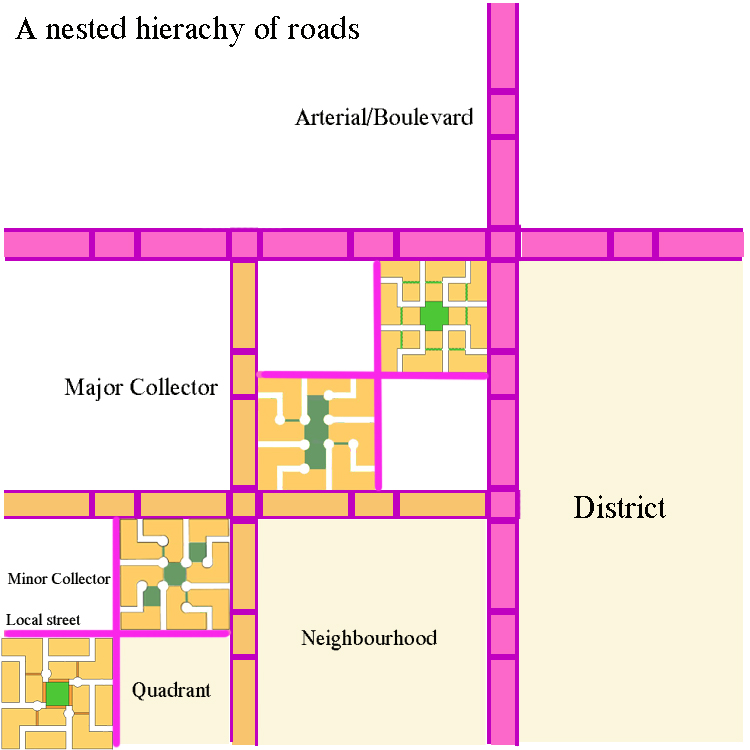
融合型路网内道路的嵌套性层级。

1. 增强路网的易辨认度，尤其是在地区和区域尺度。这对于高速运行的车辆很重要，因为在车内对目的地和转弯的决策必须迅速的做出。
2. 保持道路交叉口良好的安全性，如交通工程手册所推荐。栅格的第二个核心特征——连通性——通过融合型路网的第三个元素实现，即连接适合各种交通模式的普通街道的行人专用连结道。这些连结道（小路）通常处于住宅区中心的空地上。因此，住宅区的路网由一系列的街道混合而成，一部分主要针对行人，另一部分则针对车流。第四个元素是街道的嵌套式层级性[34]，这将连通性和穿透性在街区尺度上区分开来。这种思想反映了目的地相距越远，移动性要求更高的现实。像河流一般的枝状路网需要更广阔的土地来容纳车流，而嵌套式的层级路网则将不同流量的车流分布到不同的道路上。整套系统，虽然看起来不熟悉，但是是由完全熟悉和广泛使用的现代开发中的元素组成。

## 概念验证

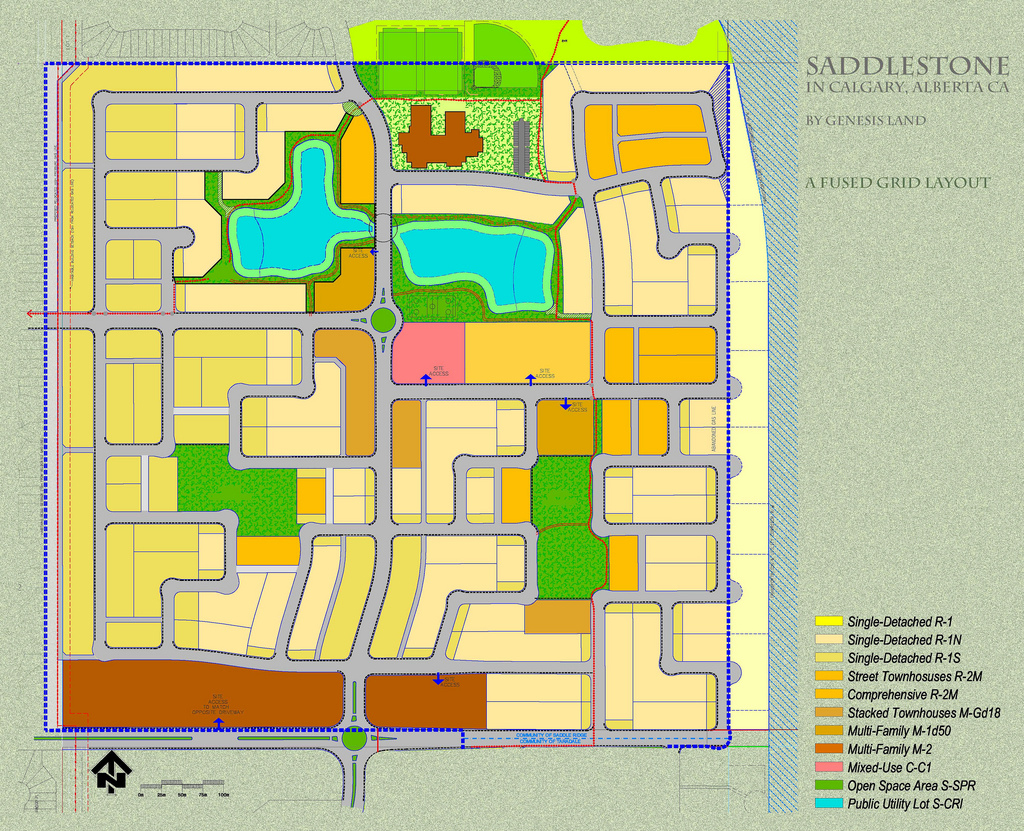
一个已经被批准的基于融合型路网的小区开发方案，位于阿尔伯塔省卡尔加里市。

融合型路网已经被应用于两个社区（的建设），一个在安大略省Stratford市，另一个在阿尔伯塔省卡尔加里市。这个概念设计的可能优点目前已经被研究所测试，实际观测或者表现要等待建成以后。该模型已经被测试的方面包括如前所述的重要性能指标，比如移动性、安全性、成本以及环境影响。

### 移动性
一项融合型路网的交通影响研究通过计算机交通模型进行比较分析，推断融合型路网在所有测试的四个密度情景下总延迟最低，而且密度越高表现越好。以融合型路网作为100分（基础分），传统的雷德伯恩式路网延迟为132，而传统栅格路网延迟为127。在更高一级的密度下，不同路网之间的差距更大，相应的延迟是100（融合型路网），152（雷德伯恩体系）和126（栅格模式）。交通模型表明融合型路网在降低高峰期时间延迟以及堵塞方面的潜力。

### 交通安全
融合型路网包含高比率的三向丁字路口，研究已经证实这比四向十字路口更安全。一项研究比较了五个居民区的路网形态，包括融合型路网。其他四个路网是传统栅格、死胡同、荷兰SRS以及三向偏移。该研究发现如果将融合型路网的可能碰撞车祸数设为1，则其他四个形态的可能碰撞车祸数分别为2.55、1.46、2.39和0.88。

### 步行方便程度
一项住宅区的详尽研究采用了地理编码的本地目的地出行数据，发现融合型路网类的布局相比传统栅格提高从家出发的步行出行数量11.3%，而比较居民能否达到推荐的锻炼活动水平时，融合型路网能提高25.9%的可能性。融合型路网也提升了10%的行人相对连通度，同时降低了23%的本地车辆公里数。
第二项研究比较了七种不同路网布局的住宅区设计，比较内容包括日常出行模式如步行量等。研究发现融合型路网住宅区步行活动水平显著高出其他设计。比较的路网类型包括两个传统栅格、两个战后郊区设计和两个传统住宅区设计（Traditional Neighbourhood Development，也可以称为修正栅格）和融合型路网。步行量最低的设计是一个战后郊区设计。如果把比较的基准设为100，其他设计的步行量分别是两个传统栅格111，另一个战后郊区109，两个新传统邻里主义社区分别是108和137，而融合型路网是143。如果计算住宅区居民总行走量，融合型路网比最低的小区多出23%，本地开车出行数量也是最低。
融合型路网把日常购物和活动设施设置在四分的小区边缘。这样的配置使得小区的任何地方到达边缘都在5分钟之内，10分钟则可以完全穿越小区。目的地的近距离由小区路网结构的本质决定。这种400米间断的结构和目前公交车站的设置不谋而合。因此，街道网络特征、预期土地利用分布以及公交车站的设置都有利于步行。

### 场地兼容性
融合型路网的虚拟栅格底层以400米的间断表达，这比传统的城市街区（80米）高出五倍。在这样的尺度下，可以有更大的灵活性使路网元素兼容开发中常见的地形和场地范围限制。在16公顷的分区之内，街道的不连续特征和死胡同以及环路的配合使用，使得场地设计师有足够的灵活度采用适合本地的融合型路网修订版本。四分区至少有15种变化可以用于满足实际情景需求。融合型路网模型的场地兼容性在两个已批准的规划中得到了体现。

### 地面穿透性
一项研究量化了同一场地三种不同方案的相对穿透性。分析结果显示三个方案的不可渗透区域（假定路面，建筑占地以及人行道为不可渗透的表面）分别是融合型路网34.7%，传统郊区35.8%，栅格39%。街道是影响下水的单一最大影响因子，能占到超出建筑占地3倍的不可渗透区域。三个设计总的不可渗透面积中，街道占48%到65%，其中融合型路网最低。融合型路网布局结构元素中，街道长度的减少和开放空间的系统性使用增加了水渗透的能力。

### 开发和市政成本
一项研究比较了三种路网形态在改善小区交通流量方面的成效。研究先确定了路网的成本，然后比较了产生的交通改善的效率比值。分析发现开发最显著的资本投入是道路。传统布局道路资本投资最低，融合型路网高出12%，而新传统邻里主义栅格则高出46%。当考虑用于路权的土地的机会成本时，融合型路网比传统小区多用9%的土地，而新传统邻里主义小区多用43%。和资本投入相似，当考虑到日常使用、维护和更换成本时，道路也是住宅区开发中的核心成本项目。
该研究显示在交通延迟导致的总路网成本方面（各个方案）差距显著，尤其是在人口密度（达到）支持公交车使用的时候。传统布局延迟成本比融合型路网高12%，新传统邻里主义则高出3%。传统布局和融合型路网相比成本效率比相对较低，因为他们基础设施成本相近，但是后者交通时间成本上产生显著节省。新传统邻里主义设计的出行时间优势和所要求的基础建设投资不成比例。这些成效比还不包含行人节省的时间和可能诱发的更多步行的益处。

## 总结
融合型路网代表了目前两种相对立的路网设计实践的进化。它包含了两者的元素，成为一种能够解决现有移动性、成本和环境影响问题的新路网形态。

## 融合型路网应用案例
从历史来看，融合型路网模型的追溯性案例可以在欧洲古老城市的市中心见到，比如慕尼黑，Essen和Freiburg，以及在一些较新的火车城镇或者郊区，比如Vauban, Freiburg以及荷兰的Houten。在大多数这些案例里面，考虑到现有建筑环境的限制，融合型路网的核心特征——车流无法穿透中心——很明显，同样明显的是连结到路网其余部分的行人专用道的主宰和连续性。在加拿大，融合型路网由加拿大按揭及房屋公司（CMHC）推广。
同样的争议也在欧洲、尤其是英国发生。在那里，过滤的穿透性（Filtered permeability）被用来描述限制车流但是益于行人和自行车移动性的城市布局。